# Villa Mariënhof
Villa Mariënhof is een monumentale villa met tuin gelegen langs de Bredaseweg in de Noord-Brabantse stad Tilburg. Het door Johan Wilhelm Hanrath ontworpen huis werd gebouwd tussen 1916 en 1918 als woonhuis voor de familie van een lokale fabriekseigenaar. Staatsbosbeheer erfde de villa in 1986 en gebruikte het achtereenvolgens als regiokantoor en als residentieel verhuurobject. Het huis, de tuin en een theehuisje zijn drie losse rijksmonumenten.

## Geschiedenis
Villa Mariënhof werd tussen 1916 en 1918 gebouwd naar een ontwerp van architect Johan Wilhelm Hanrath. De opdrachtgever was Jos Janssen, de eigenaar van de Tilburgse textielververij "De Regenboog" langs de Bredaseweg. Het huis staat aan de noordkant van de Bredaseweg, waar in de jaren 30 lintbebouwing van villa's met grote tuinen ontstond. Villa Mariënhof werd gerenoveerd, nadat de bouwvergunning was goedgekeurd in 1939. Tijdens deze verbouwing werd de veranda dichtgemaakt om zo een serre te creëren en er werd een terras aangelegd tegen die serre aan. In 1951 werd aan de oostkant van het kavel een betonnen garage bijgebouwd met plaats voor één auto.
Charles Janssen, de zoon van Jos, liet Villa Mariënhof in 1986 na aan natuurbeheerder Staatsbosbeheer met als verzoek het huis voor minstens 25 jaar te conserveren. Daaropvolgend gebruikte de organisatie het pand als regiokantoor en eind jaren 80 vond een renovatie plaats waarbij onder andere een brandtrap werd toegevoegd. In 1997 begon Staatsbosbeheer Villa Mariënhof te verhuren als woonhuis. Vijf jaar later werden de villa, de tuin en het theehuis benoemd tot rijksmonument. Volgens de Rijksdienst voor het Cultureel Erfgoed is het gebouw van cultuurhistorisch belang, omdat het een voorbeeld is van de landhuizen die aan de toegangswegen naar industriesteden werden gebouwd. Ook is de villa belangrijk binnen de oeuvres van de architecten Hanrath en Springer en bevinden zowel het interieur als het exterieur zich in een nog goede staat. In 2012 werd het dak van de villa vervangen.
Staatsbosbeheer probeerde de villa in 2015 te verkopen voor een prijs van €950.000 aan bij voorkeur een particulier. De verkoop betrof alleen het huis en niet de grond, die Staatsbosbeheer in erfpacht zou houden. Later kwam dit laatste te vervallen en werd de vraagprijs naar €1,85 miljoen verhoogd voordat deze in 2019 weer naar €1,6 miljoen werd verlaagd. Omdat het huis nog niet verkocht was, besloot Staatsbosbeheer de voorkeur voor een particuliere koper te laten vervallen. Voor uitbreidingen of een niet-residentiële functie bleef het echter wel noodzakelijk om het bestemmingsplan te laten veranderen.

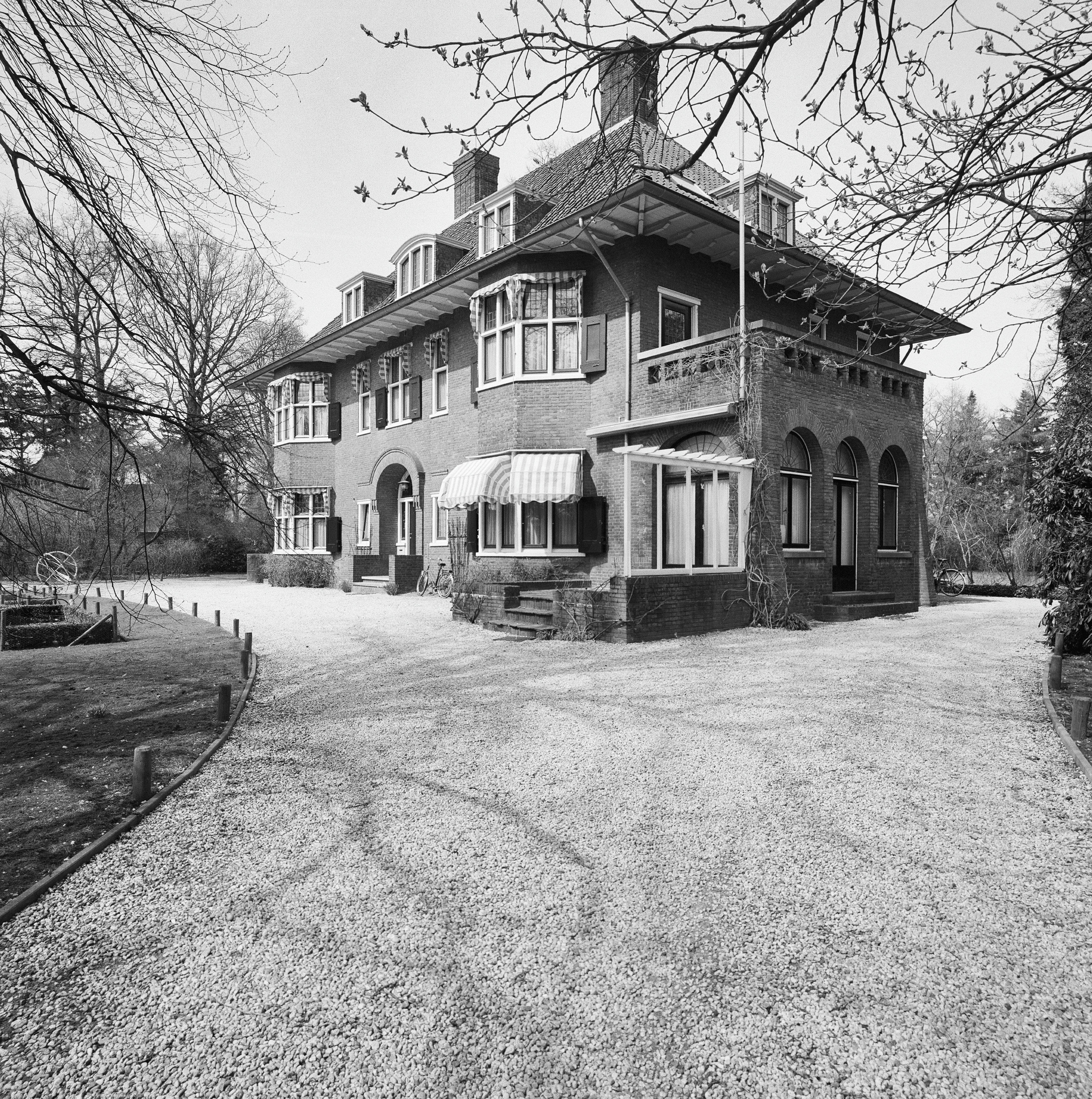
Voorgevel en oostelijke zijgevel met de serre zichtbaar

## Architectuur

### Hoofdgebouw
Villa Mariënhof is ontworpen door de Hilversumse architect Johan Wilhelm Hanrath in de traditionalistische en rationalistische stijlen. Het telt twee verdiepingen buiten de kelder en de zolderverdieping. Het schilddak heeft twee schoorstenen en wordt bedekt met rode dakpannen. Het metselwerk heeft een Vlaams verband.
De voorgevel bestaat uit drie traveeën en is symmetrisch. In het midden bevindt zich een portiek met een boog als bovenkant en een eikenhouten voordeur. Deze deur wordt geflankeerd door twee glas-in-loodramen met voorstellingen uit de textielindustrie. Een derde raam boven de deur toont de ark van Noach en daarnaast de data "1890 - 2 december - 1940" en de handtekening van glazenier Pieter Wiegersma. Ook is in het portiek de zandstenen eerste steen, waarop "Gedenksteen is gelegd door Joseph en Charles Janssen, Januari 1917" staat. Beide zijden van de voorgevel hebben een erker met een trapeziumvormige plattegrond, die doorloopt tot het dak. De meeste ramen beschikken over een kruiskozijn en sommige hebben luiken. De voorzijde van het dak telt drie dakkapellen.
De oostelijke zijgevel heeft een serre, die eerder een veranda was. Deze wordt ondersteund door steunberen en de ramen hebben een geronde bovenkant. Bovenop de serre bevindt zich een balkon met een gemetselde balustrade. Een tweede ingang met een tweetredig trapje en een luifel zit naast de serre. De andere zijgevel is symmetrisch en heeft een terras met balustrades aan twee kanten. In het midden van de achterkant zit de achterdeur – weer met twee traptreden. Boven die deur bevindt zich een houten balkon. De achtergevel heeft net als de voorgevel drie dakkapellen.
Achter de voordeur bevindt zich een vestibule, die versierd is met lambriseringen van groen marmer. Daarachter light de centrale hal, die is verbonden met onder andere de woonkamer en de salon met lambriseringen van teak. Het toilet en zijn doorgang zijn versierd met groene geglazuurde tegels. De achterdeur zit in een andere doorgang, waarin ook de deur naar de keuken zit. De keuken beschikt over een oproepsysteem, waarmee de andere kamers bereikt kunnen worden. De vloeren van de keuken en bijkeuken hebben een schaakbordpatroon en beide kamers hebben lambriseringen van witgeglazuurde tegels met daarop afbeeldingen. Een van de open haarden heeft soortgelijke tegels. Een driedelige trap, die gemaakt is van het hout van de grove den, leidt van de centrale hal naar de eerste verdieping. Die verdieping en die daarboven bevatten slaap- en badkamers.

### Tuin en theehuis
De tuin met veel bos heeft een oppervlakte van 18.000 m² is ontworpen door landschapsarchitect Leonard Springer, die ook verantwoordelijk was voor het Tilburgse Leijpark. De Engelse tuin werd aangelegd in 1919 en nam destijds 25.000 m² in beslag. Er lopen twee gekromde oprijlanen doorheen met elk een witte houten poort – ondersteund door gemetselde pilaren – bij de weg. Tussen de oprijlanen ligt een grasveld, waar eerder een zonnewijzer was. Ook bevindt zich een grasveld direct achter het huis omringd door treurbeuken, zilverlinden en eiken. Ook loopt door de tuin een kronkelpad met daaromheen struiken. Toen de villa net was gebouwd waren er zichtassen richting akkerlanden in het zuiden en het bos in het westen.

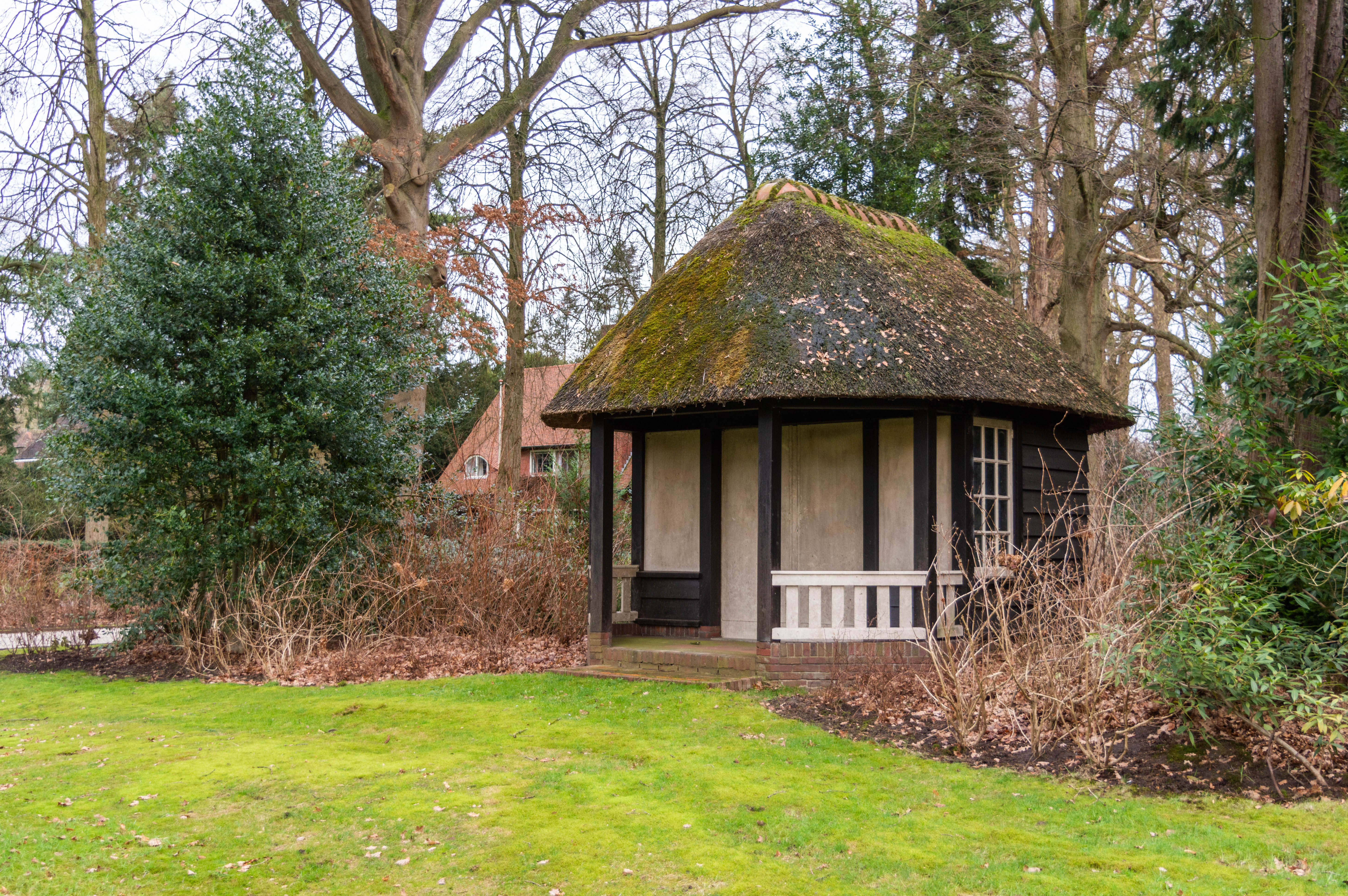
Het theehuisje, gezien vanaf de weg

Rond het jaar 1970 werd ongeveer 15% van de tuin verkocht voor de ontwikkeling van een nieuwe woonwijk. Hierdoor verdwenen een groentetuin, een boomgaard en een tuinmanswoning. Ook werd de opzet van de paden gewijzigd. Waar de groentetuin en boomgaard waren werden moerascipressen, douglassparren en lariksen geplant. In 1980 werd de tennisbaan weggehaald en ook daar werden bomen geplant.
In de voortuin – dicht bij de weg – staat een theehuis, dat eveneens door Hanrath is ontworpen. De bouwvergunning werd in 1917 afgegeven. Het gebouwtje heeft een achthoekige plattegrond, gepotdekselde muren en een rieten schilddak. Voorin bevindt zich een veranda met rode tegels, een houten balustrade en vier steunkolommen. De veranda herbergde bij voltooiing ook de ingang van het theehuis, die bestond uit schuifdeuren met daarin en daarnaast ramen.

## Galerij

Tekeningen van alle gevels door de architect (1916)
Plattegronden door de architect (1916). Tijdens de bouw werd een nieuwe bouwvergunning afgegeven met een wijziging van de inrichting van slaapkamer 4 en badkamer 1.

## Trivia
- In 2020/2021 was Villa Mariënhof een van de filmlocaties van de Nederlandse oorlogsdramaserie De stamhouder.